# 致真交叉數學科學院
致真交叉數學科學院（簡稱致真學院）是香港中文大學的下屬學院。致真學院成立於2025年2月，致力培養數學的領軍人才，在基礎數學及數學與相關科學的交叉領域，作出突破性研究。香港中文大學邀請了國際知名數學家兼中文大學校友丘成桐，擔任致真學院的創院院長。他亦為中文大學數學科學研究所所長及清華大學求真書院院長。

## 成立目的
致真交叉數學科學院成立，是為香港培育數學優秀人才，以配合中國重點發展教育，實現十四五規劃提出的要加強基礎研究，以及香港發展成為國際專上教育樞紐的施政目標。學院的願景是成為世界級的數學科學研究和教學中心。
院長丘成桐表示，國際關係的變化打擊了大學教育，頂尖學者的國際交流、大學招收外國學生和聘請外國學者都受到負面影響，要應對國際形勢變化，一定要自己培養學生。他又指清華求真書院的教育成果令人鼓舞，不少學生入讀三年後已開始讀博士，中國的好學生足夠多，期望致真學院也能培養出一流數學人才，重現香港在1950至70年代培育出多名世界級科學家的教育成就。
在致真學院成立典禮上，中大校長盧煜明期盼學院訓練傑出的數學專才，幫助其他學科發展。教育局局長蔡若蓮則期望學院能吸引其他地區學生留學香港，及招聚國際人才。

## 學制
致真學院提供八年制學士博士課程，與清華大學求真書院相似，包括三年數學基礎訓練、兩年科研訓練及三年博士訓練。這是香港首次舉辦本科博士連讀的學位課程。（此前僅有香港浸會大學數學系為9歲入學的沈詩鈞安排五年本科碩士連讀課程。）學院的學生須完成中文大學本科生的通識和全人教育要求，並可以獲得中文大學的學士和博士學位。致真學院將會和北京清華大學求真書院及上海復旦大學等知名院校合作。

## 招生
致真學院計劃在初期每年招收40名學生，其中包括不少於10名香港學生。學院不要求資優生先考香港中學文憑試或中國大陸高考，只要達到入學預備要求都會被錄取，基本上會招收中三至中六的數學尖子學生，中二生特別資優也有機會被錄取。學生要通過致真學院和清華大學求真書院共同舉辦的入學試，包括筆試和面試，筆試範圍有數學本科低年級的知識。這是香港首次有招收頂尖少年中學生的大學學位課程，類似中國大陸的少年班。致真學院也將會和夥伴大學合作，向有意入讀的中學尖子學生提供入學試預備課程。院長丘成桐表示，本地生和非本地生之間沒有嚴格配額，若有更多本地生達標也會全數錄取，反而擔心本地生質素不足，未能錄取10名本地生。

## 學院教授
致真學院計劃聘請數學各個方向以及相關學科的世界各地頂尖學者，參與教學及研究工作。學院教授的研究範圍將會包括純數學、應用數學、物理、計算機科學、人工智能、大數據處理、機器學習等。院長丘成桐表示，與內地相比，在香港說英語不會有困難，外國學者較容易適應環境，會較願意來到香港服務。

## 財政
致真交叉數學科學院計劃聘請尖端科學家培養學生，而整個培養時間以十年計，不過致真學院目前尚未得到香港政府的財政支持，僅有教資會按照常規的資助香港學生的部分學位。中文大學校長盧煜明，在學院成立典禮上，呼籲社會善長支持，也希望香港政府能夠資助。創院院長丘成桐則表示，致真學院是中文大學和上海市政府的合作項目，得到上海市政府和市委書記支持，有需要時內地會提供經費支持。

## 外部連結
- 致真交叉數學科學院網站